# Данков
Данков (рос. Данков) — місто у Данковському районі Липецької області Російської Федерації.
Населення становить 18 711 осіб. Належить до муніципального утворення місто Данков.

## Історія
З 13 червня 1934 до 26 вересня 1937 року у складі Воронезької області, у 1937—1954 роках — Рязанської області. Відтак входить до складу Липецької області.
Згідно із законом від 23 вересня 2004 року № 126-ОЗ органом місцевого самоврядування є місто Данков.

## Населення
| 1856    | 1897    | 1913    | 1959    | 1967    | 1970    | 1979    |
| ------- | ------- | ------- | ------- | ------- | ------- | ------- |
| 3300    | ↗9100   | ↗10 400 | ↗12 703 | ↗18 000 | ↗20 030 | ↗23 246 |
| 1989    | 1992    | 1996    | 1998    | 2001    | 2002    | 2003    |
| ↗24 659 | ↗24 700 | ↗24 800 | ↘24 600 | ↘23 700 | ↘23 249 | ↘23 200 |
| 2005    | 2006    | 2007    | 2009    | 2010    | 2011    | 2012    |
| ↘22 600 | ↘22 400 | ↘22 300 | ↘22 207 | ↘21 064 | ↘20 982 | ↘20 652 |
| 2013    | 2014    | 2015    | 2016    | 2017    | 2018    | 2019    |
| ↘20 218 | ↘19 920 | ↘19 600 | ↘19 343 | ↘19 120 | ↘19 017 | ↘18 830 |
| 2020    |         |         |         |         |         |         |
| ↘18 711 |         |         |         |         |         |         |

## Персоналії
- Соловйов Анатолій Васильович (1922—2000) — радянський і російський актор.